# بيلين أكيل
بيلين أكيل (مواليد 17 أبريل 1986) هي ممثلة تركية، أشتهرت لدورها في مسلسل لا أستطيع التأقلم مع هذا العالم وبربروسا: سيف البحر الأبيض المتوسط.

## وصلات خارجية
- بيلين أكيل على موقع IMDb (الإنجليزية)
- بيلين أكيل على موقع قاعدة بيانات الفيلم (الإنجليزية)